# Sky High/セプテノーヴァ
『Sky High / セプテノーヴァ』（スカイ ハイ / セプテノーヴァ）は日本の男性ヴォーカルグループ、ゴスペラーズの33枚目のシングル。2008年11月12日にキューンレコードから発売された。

## 概要
前作『ローレライ』から約4ヶ月ぶりのシングルで、『It Still Matters〜愛は眠らない/言葉にすれば』以来の両A面シングルとなっている。「Sky High」は、セルゲイ・ラフマニノフの『ピアノ協奏曲第2番』第3楽章の主題をモチーフとした楽曲で、フジテレビ系アニメ『のだめカンタービレ 巴里編』のオープニングテーマ。「セプテノーヴァ」は、スキマスイッチの常田真太郎とのコラボレーションによる“ゴスペラーズ vs 常田真太郎”の楽曲で、日本テレビ系『TOYOTA プレゼンツ FIFAクラブワールドカップ2008』の公式テーマソングで、ダブルタイアップとなっている。
シングルの発売を記念して、11月13日0時から11月14日12時までの36時間の期間限定で、Sony Music Online Japanのサイトジャックが行われた。サイトジャックでは「Sky High」や「セプテノーヴァ」のビデオクリップのフルバージョンやコメントが配信された
初回限定仕様では、アニメ『のだめカンタービレ 巴里編』のピアノの演奏をする野田恵と指揮をする千秋真一のバックにアニメ版のゴスペラーズ5人がパイプオルガンのある舞台で歌う、描きおろしオリジナルステッカーが同梱されていた。

## 収録曲
1. Sky High (3:48)
  - 作詞：安岡優／作曲：S.Rakhmaninov、服部隆之／編曲：服部隆之

フジテレビ系アニメ『のだめカンタービレ 巴里編』オープニングテーマ。
2. セプテノーヴァ (4:40)
  - 作詞：常田真太郎、安岡優／作曲：黒沢薫／編曲：常田真太郎

ゴスペラーズ vs 常田真太郎（from スキマスイッチ）名義の楽曲。日本テレビ系『TOYOTA プレゼンツ FIFAクラブワールドカップ2008』公式テーマソング。